# Chrysanthemum kinokuniense
Chrysanthemum kinokuniense là một loài thực vật có hoa trong họ Cúc. Loài này được (Shimot. & Kitam.) H.Ohashi & Yonek. mô tả khoa học đầu tiên năm 2004.